# Operaciones Especiales (unidades)

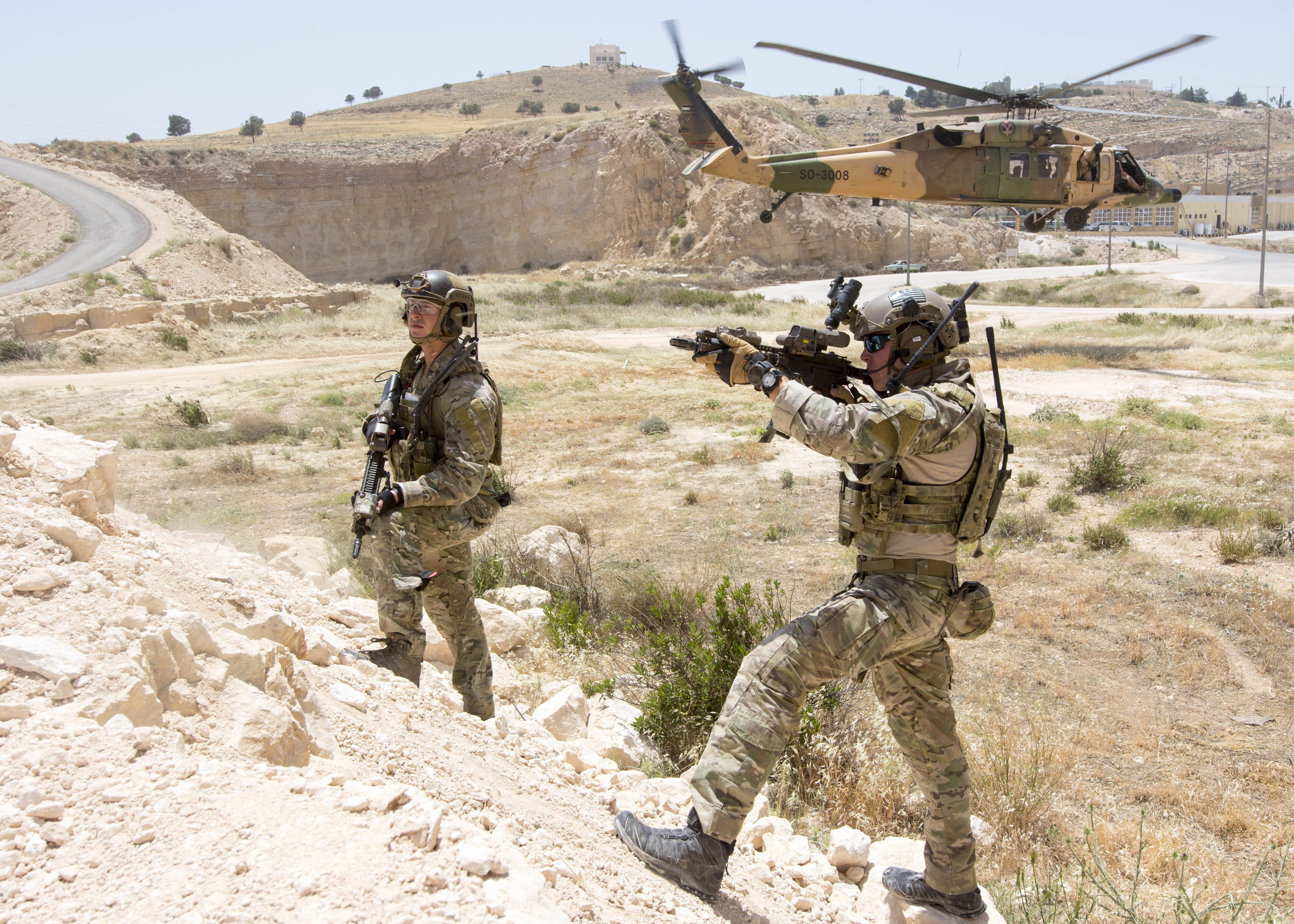
Operadores de tácticas especiales de la Fuerza Aérea de Estados Unidos con uniformes MultiCam entrenando en Jordania.

Las operaciones especiales u operaciones especiales son actividades militares realizadas, según la OTAN, por "fuerzas especialmente designadas, organizadas, seleccionadas, entrenadas y equipadas que utilizan técnicas y modos de empleo no convencionales". Las operaciones especiales pueden incluir reconocimiento, guerra no convencional y contraterrorismo, y generalmente son realizadas por pequeños grupos de personal altamente capacitado, que enfatizan la suficiencia, el sigilo, la velocidad y la coordinación táctica, comúnmente conocidas como fuerzas especiales.

## Historia

### Australia
En la Segunda Guerra Mundial, siguiendo el consejo de los británicos, Australia comenzó a reclutar fuerzas especiales. Las primeras unidades que se formaron fueron compañías independientes, que comenzaron a entrenar en Promontorio Wilsons en Victoria a principios de 1941 bajo la tutela de instructores británicos. Con un establecimiento de 17 oficiales y 256 hombres, las compañías independientes fueron entrenadas como fuerzas de "quedarse atrás", un papel en el que luego se emplearon contra los japoneses en el área del Pacífico Sudoccidental durante 1942-1943, sobre todo luchando contra una campaña de guerrilla en Timor, así como acciones en Nueva Guinea. En total, se formaron un total de ocho compañías independientes antes de que se reorganizaran a mediados de 1943 en escuadrones de comando y se colocaran bajo el mando de los regimientos de caballería divisionales que fueron redesignados como regimientos de comando de caballería. Como parte de esta estructura, se levantaron un total de 11 escuadrones de comando.
Continuaron actuando de forma independiente y, a menudo, fueron asignados a nivel de brigada durante las últimas etapas de la guerra, participando en los combates en Nueva Guinea, Bougainville y Borneo, donde fueron empleados principalmente en funciones de reconocimiento de largo alcance y protección de flanco. Además de estas unidades, los australianos también levantaron la Unidad Especial Z y la Unidad Especial M. La Unidad Especial M se empleó en gran medida en una función de recopilación de inteligencia, mientras que la Fuerza Especial Z emprendió misiones de acción directa. Una de sus acciones más destacadas se produjo como parte de la Operación Jaywick, en la que varios barcos japoneses fueron hundidos en Singapur Harbour en 1943. Una segunda incursión en Singapur en 1944, conocida como Operación Rimau, no tuvo éxito.

### Polonia
El 20 de septiembre de 1940, el gobierno polaco en el exilio en Londres formó una unidad militar especial en Gran Bretaña con soldados llamados paracaidistas Cichociemni (silenciosos e invisibles) que se desplegarían en Polonia para ayudar a la resistencia. Los Cichociemni fueron entrenados de manera similar a las primeras Fuerzas Especiales Británicas con cada soldado recibiendo entrenamiento de especialización para su tarea específica de despliegue a Polonia a través de un paracaídas como una operación especial para sostener un estado polaco a través del entrenamiento de los miembros de la resistencia en la lucha contra los ocupantes alemanes. Esto incluyó la Operación Tempestad y levantamientos en Wilno, Lwów y 91 operadores participando en el Levantamiento de Varsovia.
Antes de la formación de la unidad GROM, las operaciones especiales polacas rescataron a seis oficiales de la CIA, la DIA y la NSA de Irak el 25 de octubre de 1990.

### Japón
El Ejército Imperial Japonés desplegó por primera vez paracaidistas del ejército en combate durante la Batalla de Palembang, en Sumatra, en las Indias Orientales Neerlandesas, el 14 de febrero de 1942. Los 425 hombres del 1.er Regimiento de Incursión Paracaidista tomaron el aeródromo de Palembang, mientras que los paracaidistas del 2.° Regimiento de Incursión Paracaidista Regimiento se apoderó de la ciudad y su importante refinería de petróleo. Posteriormente se desplegaron paracaidistas en la Campaña de Birmania.
Sin embargo, al igual que con unidades aerotransportadas similares creadas por los Aliados y otras potencias del Eje, los paracaidistas japoneses sufrieron una tasa de bajas desproporcionadamente alta, y la pérdida de hombres que requerían un entrenamiento tan extenso y costoso limitó sus operaciones solo a las más críticas. Dos regimientos de Teishin Shudan se formaron en el 1.er Grupo de Incursión, comandado por el Mayor General Rikichi Tsukada bajo el control del Grupo de Ejércitos Expedicionario del Sur, durante la Campaña de Filipinas. Aunque estructurado como una división, sus capacidades eran mucho menores, ya que sus seis regimientos tenían una mano de obra equivalente a un batallón de infantería estándar, y carecía de cualquier forma de artillería, y tuvo que depender de otras unidades para el apoyo logístico. Sus hombres ya no estaban entrenados en paracaídas, sino que dependían de los aviones para el transporte. 
Unos 750 hombres de la 2.ª Brigada de Incursión, de este grupo, fueron asignados para atacar las bases aéreas estadounidenses en Luzón y Leyte en la noche del 6 de diciembre de 1944. Volaron en transportes Ki-57, pero la mayoría de los aviones fueron derribados. Unos 300 comandos lograron aterrizar en el área de Burauen en Leyte. La fuerza destruyó algunos aviones e infligió bajas antes de que fueran destruidos.

### Estados Unidos
En la década 2003-2012, la estrategia de seguridad nacional de EE. UU. se basó en operaciones especiales en un grado sin precedentes. Identificar, cazar y matar terroristas se convirtió en una tarea central en la Guerra Global contra el Terrorismo (GWOT). Linda Robinson, miembro principal adjunto de Seguridad Nacional y Política Exterior de EE. UU. en el Consejo de Relaciones Exteriores, argumentó que la estructura organizativa se volvió más plana y la cooperación con la comunidad de inteligencia fue más fuerte, lo que permitió que las operaciones especiales se movieran a la "velocidad de la guerra". Las asignaciones de operaciones especiales son costosas: su presupuesto pasó de $ 2,3 mil millones en 2001 a $ 10,5 mil millones en 2012. Algunos expertos argumentaron que la inversión valió la pena y señalaron la redada en mayo de 2011 que mató a Osama bin Laden en Abbottabad, Pakistán.
De hecho, esa redada fue organizada y supervisada por el almirante William H. McRaven , quien era estudiante y practicante de operaciones especiales, y publicó una tesis sobre ellas en la década de 1990. La teoría de las operaciones especiales de McRaven era que tenían el potencial de lograr efectos operativos, políticos o estratégicos significativos. Este potencial requería que dichas unidades estuvieran organizadas y comandadas por profesionales de operaciones especiales en lugar de ser subsumidas en unidades u operaciones militares más grandes, y requería que se ganara una "superioridad relativa" durante la operación especial en cuestión a través de características tales como simplicidad, seguridad, ensayos, sorpresa, velocidad y propósito claro pero estrechamente definido.
Otros afirmaron que el énfasis en las operaciones especiales precipitó la idea errónea de que era un sustituto de un conflicto prolongado. "Las redadas y los ataques con aviones no tripulados rara vez son tácticas decisivas y, a menudo, incurren en costos políticos y diplomáticos significativos para los Estados Unidos. Aunque las redadas y los ataques con aviones no tripulados son necesarios para desbaratar amenazas graves e inminentes... los líderes de operaciones especiales admiten fácilmente que no deberían ser el centro pilar de la estrategia militar estadounidense". En cambio, los defensores de las operaciones especiales afirmaron que la gran estrategia debería incluir su "enfoque indirecto", sugiriendo que "la capacidad de operar con una huella pequeña y baja visibilidad, invertir tiempo y recursos para fomentar asociaciones interinstitucionales y extranjeras, desarrollar una profunda experiencia cultural y adaptar rápidamente las tecnologías emergentes" era vital para mantener la disuasión y contrarrestar la agresión."Las fuerzas de operaciones especiales forjan relaciones que pueden durar décadas con una colección diversa de grupos: entrenando, asesorando y operando junto con las fuerzas armadas, fuerzas policiales, tribus, milicias u otros grupos de información de otros países".

## Países y unidades con enfoque de operaciones especiales

### Canadá
El Comando de las Fuerzas de Operaciones Especiales de Canadá (CANSOFCOM) es un comando de las Fuerzas Armadas de Canadá. Es responsable de todas las operaciones de las fuerzas especiales que responden al terrorismo y las amenazas a los canadienses y los intereses canadienses en todo el mundo.
La unidad de primer nivel de Canadá es la Fuerza de Tarea Conjunta 2 (JTF 2), una fuerza de operaciones especiales de élite, que presta servicios bajo la CANSOFCOM. JTF 2 trabaja junto con muchas otras fuerzas de operaciones especiales, como Fuerza Delta, Sexto Equipo SEAL y el SAS británico, y se ha distinguido como una unidad de operaciones especiales de clase mundial altamente secreta.

### Irlanda
El Army Ranger Wing es la unidad de operaciones especiales de las Fuerzas de Defensa (Irlanda).

### Jordania
El Grupo de Fuerzas Especiales del Rey Abdullah II (árabe: العمليات الخاصة ورد الفعل السريع), comúnmente conocido como JORSOF, son fuerzas especiales de nivel estratégico del Ejército Real de Jordania bajo las Fuerzas Armadas de Jordania. Fundado el 15 de abril de 1963 por orden del Rey Hussein, sus funciones principales incluyen reconocimiento, lucha contra el terrorismo, búsqueda y evacuación, combate de recopilación de inteligencia y protección de sitios clave. El grupo de fuerzas especiales también está encargado de realizar ataques de precisión contra objetivos enemigos críticos.

### Polonia
El Comando de Tropas Especiales (Pol.: Wojska Specjalne) es la cuarta rama militar de las Fuerzas Armadas de la República de Polonia que incluye la unidad Grom y se formó oficialmente a principios de 1990 después de la caída del comunismo en 1989, en el que las Fuerzas Especiales de Polonia fueron desplegados por primera vez en el conflicto en el Líbano. El conflicto en el Líbano fue la primera experiencia de campo de batalla oficial en tiempos poscomunistas.

### Turquía
El Comando de Fuerzas Especiales (Tur.: Özel Kuvvetler Komutanlığı – ÖKK) es la principal unidad de fuerzas especiales de las Fuerzas Armadas de Turquía, bajo el mando directo del Estado Mayor General turco. La unidad es particularmente activa en la batalla contra el PKK. La Armada turca también tiene una unidad de operaciones especiales, Underwater Offense (Tur.: Sualtı Taaruz – SAT). Han participado en la invasión turca de Chipre. 

### Reino Unido
Las Fuerzas Especiales del Reino Unido (UKSF) es una dirección que comprende el Servicio Aéreo Especial, el Servicio de Embarcaciones Especiales, el Regimiento de Reconocimiento Especial, el Grupo de Apoyo de Fuerzas Especiales, el Regimiento de Señales 18 (UKSF) y el Ala de Aviación de Fuerzas Especiales Conjuntas, así como el Escuadrón n.º 47 de apoyo. En la ley del Reino Unido, "fuerzas especiales" se refiere a aquellas unidades de las fuerzas armadas de la Corona y el mantenimiento de cuyas capacidades es responsabilidad del director de fuerzas especiales o que, en ese momento, están sujetas al mando operativo de ese director. El ejército británico y los Royal Marines también tienen fuerzas con capacidad para operaciones especiales que no forman parte de la UKSF.

### Estados Unidos
El Comando de Operaciones Especiales de los Estados Unidos (USSOCOM o SOCOM) es el comando combatiente unificado encargado de supervisar los diversos comandos del componente de operaciones especiales del Ejército, la Infantería de Marina, la Armada y la Fuerza Aérea de las Fuerzas Armadas de los Estados Unidos. El comando es parte del Departamento de Defensa y es el único comando combatiente unificado creado por una Ley del Congreso. USSOCOM tiene su sede en la Base de la Fuerza Aérea MacDill en Tampa, Florida. Fuera del ejército estadounidense, la CIA, el Grupo de Operaciones Especiales de SAC también lleva a cabo misiones de operaciones especiales, ya que la acción encubierta representa una opción adicional dentro del ámbito de la seguridad nacional cuando la diplomacia y la acción militar no son factibles.

### Obras citadas
- Horner, David (1989). SAS: Phantoms of the Jungle: A History of the Australian Special Air Service (1st edición). St Leonards: Allen & Unwin. ISBN 1-86373-007-9.

## Lectura adicional
- Capt. Malcolm Brailey, The Transformation of Special Operations Forces in Contemporary Conflict: Strategy, Missions, Organisation and Tactics Archivado el 4 de octubre de 2021 en Wayback Machine.. Canberra, ACT: Land Warfare Studies Centre, Working Paper n.º 127, 2005.
- Colin S. Gray, “Part III: Strategy and Special Operations”, Explorations in Strategy. Westport, CT: Greenwood Press, 1996, pp. 139–232.
- William H. McRaven, Spec Ops: Case Studies of Special Operations Warfare; Theory and Practice. Novato, CA: Presidio, 1995.
- Linda Robinson, One Hundred Victories: Special Ops and the Future of American Warfare, New York:  Public Affairs, 2013. ISBN 978-1-61039-149-8.